# Parectatosoma sakavalanum
Parectatosoma sakavalanum är en insektsart som beskrevs av Ludwig Redtenbacher 1906. Parectatosoma sakavalanum ingår i släktet Parectatosoma och familjen Anisacanthidae. Inga underarter finns listade i Catalogue of Life.